# Gavin DeGraw
Pour les articles homonymes, voir Gavin.
Gavin DeGraw est un chanteur, pianiste et guitariste américain.

## Biographie
DeGraw est né le 4 février 1977 et a grandi à South Fallsburg, dans l'État de New York, aux États-Unis. Son père était un gardien de prison, comme mentionné dans son titre "I Don't Want to Be".
DeGraw est un chanteur, auteur-compositeur, pianiste, et guitariste. Il effectue des tournées dans de petits endroits à travers les États-Unis. Son premier album Chariot contient onze chansons.
Il devint connu après que sa chanson "I Don't Want To Be" fut utilisée comme thème musical pour la série télévisée américaine Les Frères Scott (One Tree Hill), qui diffuse également les chansons Jealous Guy, Belief, More Than Anyone, Chariot et We Belong Together. Grâce à cette série le chanteur a pris en popularité, d'ailleurs il a fait une apparition dans trois épisodes. Le titre We Belong Together fut aussi utilisé dans le film de 2006 Tristan et Iseut, avec James Franco et Sophia Myles. DeGraw a récemment fait paraître une version acoustique de son album Chariot appelée Chariot Stripped. DeGraw et son groupe enregistrèrent cet album live en studio en une seule prise pour les voix, en cherchant un effet d'intimité. La chanson "Follow through" a également été utilisée en 2008 pour une publicité de crème glacée française, dans le film "Une affaire de cœur" ("Laws of attraction") et dans la série Scrubs (saison 3/21).
Une reprise du chanteur Sam Cooke "Change gonna come" fait partie de l'album Chariot Stripped... lien 
À l'origine, DeGraw commença dans des clubs de Manhattan en emmenant ses fans de sa ville natale dans de petits clubs. Durant 2004, sa popularité l'a amené à voyager dans d'autres états pour sa tournée dans le pays. Il est apparu dans des shows télévisés américains fameux comme The Tonight Show With Jay Leno, The Late Show with David Letterman, The Ellen DeGeneres Show, et Live with Regis and Kelly. Récemment, il a été vu dans des camés dans la série Dead Like Me, dans Ce que j'aime chez toi et Mes plus belles années.
Son frère Joey DeGraw est également un artiste qui a enregistré un disque et a reçu des critiques élogieuses ; il a joué de la guitare et chanté avec Gavin à plusieurs occasions. Le CD de Joey, "Midnight Audio", est disponible sur iTunes ainsi que son site internet .
DeGraw a récemment fait des tournées avec des artistes confirmés comme Barenaked Ladies, Butterfly Boucher, The Allman Brothers Band, Marc Broussard, Shania Twin et Maroon 5.
En octobre 2015, Gavin Degraw et Armin Van Buuren (dj néerlandais) sortent un titre ensemble "Looking for your name", présent sur le nouvel album du disc jockey "Embrace".
Le 15 juillet 2016, Gavin annonce la date de sortie de son nouvel album (9 septembre) et sort en avant-première son premier titre "She sets the city on fire"

## Discographie

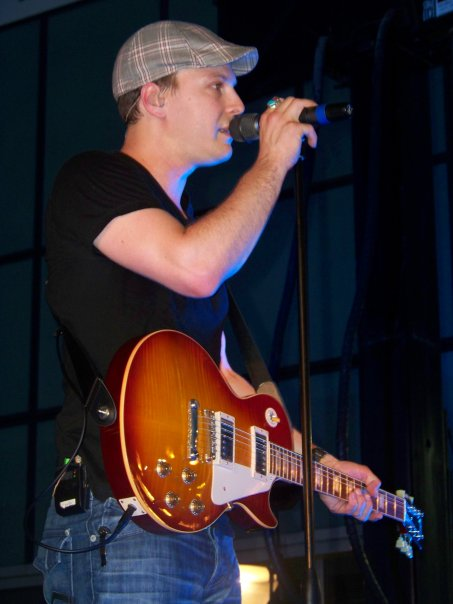
Gavin DeGraw en concert en 2009.

### Albums studio
- Chariot (2003)
- Gavin Degraw (2008)
- Free (2009)
- Sweeter (2011)
- Make a Move (2013)
- Something Worth Saving (2016)
- Face the River (2022)
- Chariot 20 (2024)

### Compilations et Albums en concert
- Sweeter Live (2012) (Concert enregistré au Antelope Valley Fairgrounds à Lancaster le 21 août 2012)
- Finest hour: The Best of Gavin DeGraw  (2014)

### Singles
- 2004 "I Don't Want To Be" #10 US; #38 UK; #19 AUS; #13 NL #1 DK
- 2005 "Chariot" #12 NL; #30 US
- 2005 "Follow Through" #13 NL
- 2006 "We Belong Together" #26 US
- 2006 "Just Friends"
- 2008 "In Love With a Girl"
- 2008 "Cheated on Me"
- 2009 "I Have You to Thank"
- 2009 "Stay"
- 2009 "Dancing Shoes"
- 2011 "Not Over You"
- 2011 "Sweeter"
- 2012 "Soldier"
- 2013 "Best I Ever Had"
- 2013 "Who's Gonna Save Us"
- 2014 "Make a Move"
- 2014 "You Got Me"
- 2014 "Fire"
- 2015 "Looking for You Name" ft. Armin van buuren
- 2016 "She Sets the City on Fire"
- 2016 "Making Love With the Radio on"
- 2022 "Face the River"

### Apparitions
- Ce que j'aime chez toi (Saison 3 épisode 10 en 2004 et Saison 3 épisode 11 en 2005) où il joue du piano lors du mariage de Val et Rick : Lui-même
- Dead Like Me (Saison 2 épisode 14 en 2004) où il joue "Chariot" dans la rue : Pete Anderson
- Les Frères Scott (Saison 1 épisode 10 en 2004) où il joue "I Don't Want To Be" au Karen's Café, (Saison 5 épisode 18 en 2008) où il joue "I Don't Want To Be" avec Jamie au studio de Peyton et (Saison 9 épisode 13 en 2012) où il joue "I Don't Want To Be", "Belief" et "Soldier" au TRIC : Lui-même
- "We are the Champions" (de Freddie Mercury) dans l'album Killer Queen: A Tribute to Queen (en) (2005)

## Autres liens
- (en) MySpace

- Site officiel
- Ressources relatives à la musique :   - AllMusic
  - Billboard
  - Discogs
  - Last.fm
  - MusicBrainz
  - Muziekweb
  - Rate Your Music
  - Rolling Stone
  - Songfacts
  - Songkick
- Ressource relative à l'audiovisuel :   - IMDb
- Notice dans un dictionnaire ou une encyclopédie généraliste :   - Den Store Danske Encyklopædi
- Notices d'autorité :   - VIAF
  - ISNI
  - BnF (données)
  - LCCN
  - GND
  - Pays-Bas
  - Norvège
  - Tchéquie
  - WorldCat